# Phrynobatrachus maculiventris
Phrynobatrachus maculiventris es una especie de anfibio anuro de la familia Phrynobatrachidae.

## Distribución geográfica
Esta especie se encuentra en el sureste de Guinea, Costa de Marfil y Liberia.

## Publicación original
- Guibé & Lamotte, 1958 : Une espèce nouvelle de batracien du Mont Nimba (Guinée française) appartenant au genre Phrynobatrachus : Ph. maculiventris n. sp. Bulletin du Muséum National d'Histoire Naturelle, sér. 2, vol. 30, p. 255-257.[3]